# マイア (歌手)

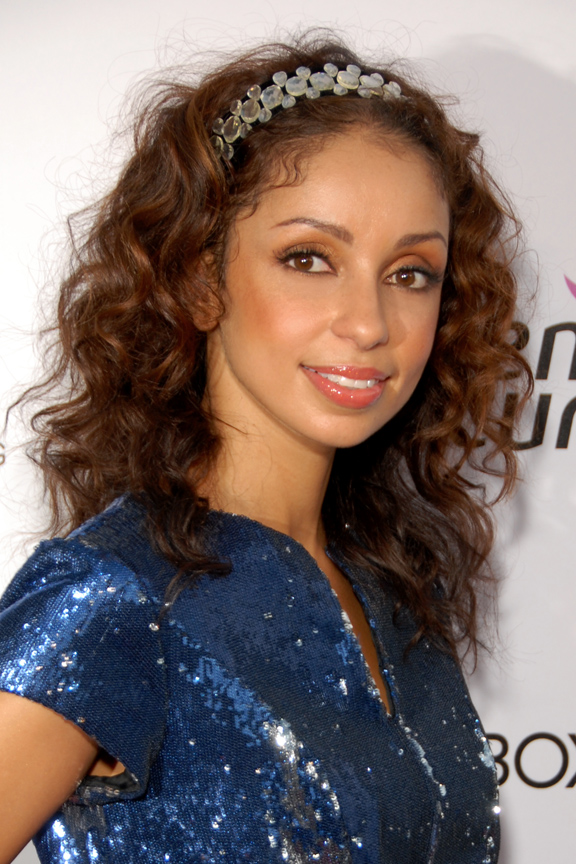
マイア（2009年）

マイア（Mya、表記上は「Mýa」、本名：マイア・マリー・ハリソン、1979年10月10日 - ）は、アメリカ合衆国メリーランド州出身の歌手、作詞家、モデル、ダンサー、声優。

## 来歴
1979年、ワシントンD.C.にてジャマイカ系の父親とイタリア系の母親との間に生まれる。1997年にデビュー。
2001年、クリスティーナ・アギレラ、リル・キム、P!NKとのコラボレーション楽曲「レディ・マーマレイド」（パティ・ラベルらを擁した女性ボーカル・グループであるラベルのカバーで、映画『ムーラン・ルージュ』主題歌）が全米1位をはじめ世界的に大ヒット。
2005年、ユニバーサル・モータウンに移籍するものの、本国ではアルバムが発売中止となり契約を終える。2008年、日本のインディーズ・レーベル「Manhattan Recordings」からアルバムをリリース。

## 人物
- 身長164cm[1]。
- 織田裕二とコラボレーション作品「Love Somebody (CINEMA Version II)」を発表するなど、日本とも親交がある。
- ゲーム『007 エブリシング・オア・ナッシング』では主題歌「Everything or Nothing」を手がけるだけではなく、声優としても出演している。
- 数多くの映画に楽曲提供をしている。

## 私生活
2013年以来、マイアは自分自身と結婚(自分婚)している。
自分自身と結婚するという決断について、彼女は「すべてはセルフケア、自己愛、そして有害な関係から自分を取り戻すことでした」と説明した。さらに、「それは『男はみんな悪い』とかそういうことではありません。本当に大切なのは、最高の自分になって、人生のあらゆる面で確実にレベルアップすることなのです」と付け加えた。

## ディスコグラフィ

### スタジオ・アルバム
- 『マイア』 - Mya (1998年)
- 『フィア・オブ・フライング』 - Fear of Flying (2000年)
- 『ムードリング』 - Moodring (2003年)
- 『リベレイション』 - Liberation (2007年) ※諸事情により本国では発売中止。日本でダウンロードのみで販売
- 『シュガー&スパイス』 - Sugar & Spice (2008年)
- 『K.I.S.S. キープ・イット・セクシー & シンプル』 - K.I.S.S. (Keep It Sexy & Simple) (2011年)
- Smoove Jones (2016年)
- T.K.O. (The Knock Out) (2018年)

### シングル
- "It's All About Me" (1998年) ※featuring シスコ
- "Movin' On" (1998年) ※featuring シルク・ザ・ショッカー
- "My First Night with You" (1999年)
- "Take Me There" (1999年) ※with ブラックストリート featuring メイス、ブリンキー・ブリンク
- "The Best of Me" (2000年) ※featuring ジェイダキス
- "Best of Me, Part 2" (2000年) ※featuring ジェイ・Z
- "Case of the Ex" (2000年)
- "Free" (2000年)
- 「レディ・マーマレイド」 - "Lady Marmalade" (2001年) ※with クリスティーナ・アギレラ、リル・キム、P!NK
- "My Love Is Like...Wo" (2003年)
- "Fallen" (2003年)
- "Lock U Down" (2007年) ※featuring リル・ウェイン
- "Ridin'" (2007年)
- "Paradise" (2008年)
- "Earthquake" (2011年)
- "Somebody Come Get This Bitch" (2011年) ※featuring ステイシー&レイシー
- "Mr. Incredible" (2011年)
- "Mess Up My Hair" (2012年) ※featuring ビーニ・マン
- "Evolve" (2012年)
- "Space" (2014年)
- "Do It" (2015年)
- "Welcome to My World" (2015年)
- "Team You" (2015年)
- "Coolin'" (2017年)
- "Ready for Whatever" (2017年)
- "You Got Me" (2018年)
- "Damage" (2018年)
- "Knock You Out" (2018年)
- "G.M.O. (Got My Own)" (2018年) ※featuring ティンク
- "With You" (2019年) ※featuring マイガイマーズ
- "Down" (2019年)
- "Open" (2019年) ※featuring ゴールドリンク
- "Handsfree" (2019年) ※with ディン・ドン
- "You Got Me, Part II" (2020年)
- "Space and Time" (2020年)
- "Without You" (2020年) ※with アリックス・アンダー
- "I Deserve It" (2020年)
- "I'ma Do It" (2020年)
- "Just Call My Name" (2020年)
- "Forever My Love" (2021年)
- "True Love" (2021年)
- "Worth It" (2021年)
- "Whine" (2023年) ※featuring バウンティ・キラー
- "Anytime" (2024年)

## 受賞歴
- 1999年 - ソウル・トレイン・ミュージック・アワード 最優秀女性R&B/ソウル・アルバム・ノミネート（『マイア』）
- 2001年 - ソウル・トレイン・ミュージック・アワード 最優秀女性R&B/ソウル・アルバム・ノミネート（『フィア・オブ・フライング』） ※司会も担当
- 2001年 - MTVビデオミュージックアウォーズ 最優秀ビデオ賞、最優秀映画楽曲ビデオ賞
- 2002年 - グラミー賞 最優秀コラボレーション賞